# Свищ, Александр Александрович
Алекса́ндр Алекса́ндрович Свищ (укр. Олександр Олександрович Свіщ, позывной — Фарш; 5 февраля 1993, Одесса — 12 сентября 2023, под Бахмутом) — украинский военнослужащий, солдат, участник российско-украинской войны. Герой Украины (30 сентября 2024, посмертно).

## Биография
Родился 5 февраля 1993 года в Одессе. Учился в Одесской гимназии № 26. Работал телохранителем.
Во время полномасштабной войны первые бои приняли под Киевом в Мощуне в частном секторе.
3 сентября 2022 года принят в состав 3-й отдельной штурмовой бригады Сухопутных войск Вооружённых Сил Украины пулемётчиком.
Участвовал в боях под Киевом, Запорожьем, Херсоном и Донецком направлении.
Во время одного из штурмов он получил осколочные ранения, вызванные взрывом гранаты, вскоре вернулся в службу.
Нёс службу в 3-й штурмовой бригаде, наводчик 1-го штурмового отделения 2-го штурмового свода 4-й штурмовой роты 1-го штурмового батальона, воинской части А4638.
Погиб 12 сентября 2023 года, при выполнении боевого задания возле населённого пункта Бахмут, Донецкой области, в результате вражеского попадания по блиндажу, в который он уже раненым добрался без посторонней помощи.
Остались жена, маленькая дочь и родители. Мать Александра Ангелина Любчак стала одним из организаторов движения родственников погибших Героев в Одессе.

## Награды
- Звание «Герой Украины» с удостоением ордена «Золотая Звезда» (30 сентября 2024, посмертно) — за личное мужество и героизм, проявленные в защите государственного суверенитета и территориальной целостности Украины, верность военной присяге[4][5].
- Медаль «За военную службу Украине» — за личное мужество и отвагу, проявленные в защите государственных интересов, укрепление обороноспособности и безопасности Украины.
- Орден «За мужество» III степени (15 сентября 2023, посмертно) — за личное мужество и самоотверженные действия, проявленные в защите государственного суверенитета и территориальной целостности Украины, верность военной присяге[6].

## Память
- На фасаде школы, где учился Александр, открыта мемориальная доска[7].
- Улицу Среднюю в Хаджибейском районе комиссия горсовета рекомендовала переименовать в честь Александра Свища[8].